# Ветчина
Ветчина́ (ветшина, от ветхий; противопол. свежина́, свежени́на) — просоленный и прокопчённый свиной окорок или реже передняя лопатка; используют мясо и из других частей туши; бывает также ветчина говяжья, оленья, из индейки, курицы и пр. Рецепты ветчины упоминаются в Домострое, грамоте 1611 года и в многочисленных кулинарных книгах XVIII—XIX веков.
Согласно ГОСТ Р 52427-2005, ветчиной называется продукт из кусков бескостного мяса, подвергнутый посолу с использованием массирования, созреванию и варке с целью создания монолитной структуры и упругой консистенции в готовом продукте.
Соленое мясо готовили уже в Древнем Риме, в частности, в I веке до н. э. Марк Теренций Варрон в произведении «О сельском хозяйстве» описывал технологию его приготовления.

## Ветчина в разных странах

### Болгария
Еленски бут — ветчина, производимая на севере центральной Болгарии, у города Елена. Продукт выдерживается в соляном растворе 40—45 дней. Широко известна только внутри страны.

### Германия
- Майнцская ветчина (нем. Mainzer Schinken) — традиционное блюдо из Майнца, экспортировавшаяся во Францию со времён позднего Средневековья. Производство прекращено после Второй мировой войны.
- Вестфальская ветчина (Westfälischer Schinken) — производится из свиней, выращенных в Вестфалии, которых кормят исключительно желудями. Затем мясо коптят, используя буковые и можжевёловые ветки.
- Шварцвальдская ветчина (Schwarzwälder Schinken) — производится в Шварцвальде. Это выдержанная, сухая ветчина, копчёная на свежих еловых опилках и шишках.

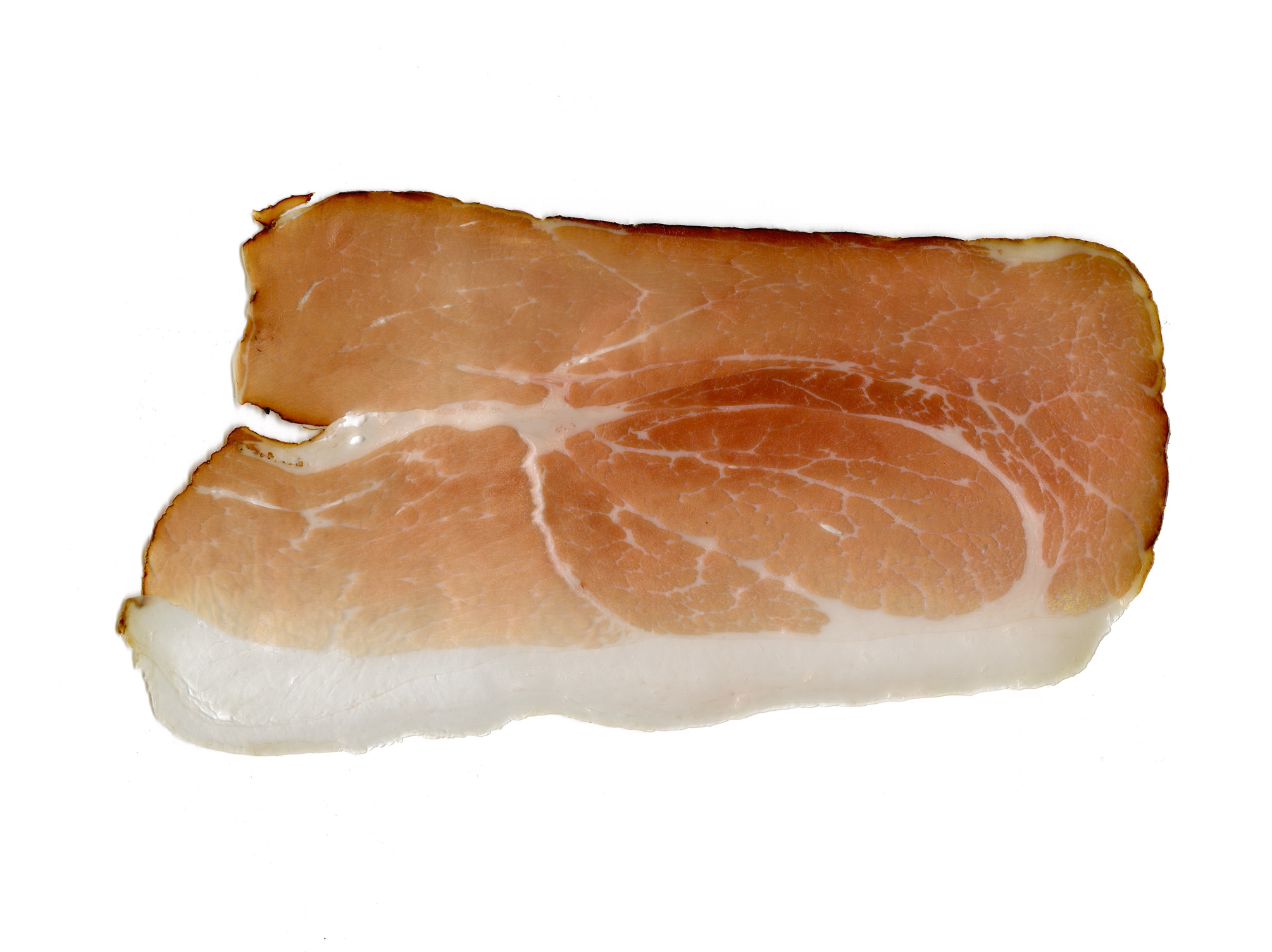
Шварцвальдская ветчина

### Испания
В Испании тщательно прописаны правила приготовления ветчины, правила кормления свиней, идущих на её готовку и прочие производственные процессы.
Одним из основных сортов испанской ветчины является хамон серрано. Эта ветчина делается исключительно из так называемых «белых свиней». Их также получают от иберийских свиней, из которых получают ветчину лучшего качества, называемую «иберийской ветчиной» или «ветчиной желудевого откорма». Виды:
- Производящаяся в Тревелесе — самая сладкая.
- Производящаяся в Теруэле — самая «скороспелая»[8].

### Италия
По-итальянски ветчина называется prosciutto («прошутто»). Сырая её разновидность называется prosciutto crudo («прошутто крудо»), варёная — prosciutto cotto («прошутто котто»).
Для производства пармской ветчины («прошутто ди Парма») используются только большие окорока́ (по 12—13 кг). Отличительной её особенностью является то, что при приготовлении используется сравнительно мало соли, но добавляется чесночная соль и сахар. После засолки мясо покрывают свиным жиром, оставляя открытой мышечную ткань, после чего довольно долго вялят (минимум в течение года). На производство пармской ветчины идут кастрированые кабанчики не старше 10 месяцев и весом не более 140 кг. Боровы должны быть выращены и забиты только в десяти (из двадцати) областях Италии: Эмилия-Романья, Ломбардия, Пьемонт, Венеция, Тоскана, Умбрия, Марке, Абруцци, Лацио и Молизе.
Ветчина «прошутто ди Сан Даниэле» (Prosciutto di San Daniele) названа по имени коммуны Сан-Даниэле-дель-Фриули, где она производится. Этот сорт напоминает по вкусу и производству пармскую ветчину, но отличается от неё несколько бо́льшим содержанием соли. Кроме того, при одинаковой выдержке ветчина «Сан-Даниэле» кажется более выдержанной, чем пармская. Это связано с тем, что в Сан-Даниэле-дель-Фриули меньшая влажность воздуха способствует более быстрому высыханию окороков, а пармская ветчина благодаря влажному климату остаётся мягче.
В области Альто-Адидже вырабатывается спек — итал. Speck dell'Alto Adige IGP. Традиционная технология его приготовления предусматривает использование нежирных свиных окороков, которые засаливаются, посыпаются смесью из перца, ягод можжевельника, лаврового листа и розмарина, слегка коптятся и выдерживаются в среднем около 22 недель.
Тосканские сорта ветчины (toscani) отличаются бо́льшим содержанием соли и приправ.
Сорта ветчины, производство которых не привязано к строго определённому региону Италии, носят названия nostrani и nazionali («отечественные»).

### Китай
Упоминания о блюде, напоминающем ветчину, которая использовалась в приготовлении множества блюд, встречаются в китайских текстах, предшествующих Империи Сун (X—XIII вв.) Несколько типов этого мяса были описаны во время Династии Цин (XVII—XX вв.), где она использовалась, кроме всего прочего, при приготовлении так называемых «азиатских супов».
Самый известный сорт вяленого китайского мяса — «вяленый окорок Цзиньхуа», который используется для приготовления национального блюда «Будда прыгает через стену». Другие известные китайские блюда с вяленым мясом — «Утиные лапки» и «Павлин».

### Португалия
Бо́льшая часть ветчины в этой стране зовётся fiambre (не путать с традиционным гватемальским блюдом англ. Fiambre). Тип готовки ветчины здесь, по большей части, заимствован из Испании. Производится она, в основном, в городе Шавеш, Алентежу. Готовится из чёрной иберийской свиньи.

### Румыния
В этой стране ветчину называют şuncă, şonc или jambon. В производстве всегда используется гранулированная соль. Основное производство сосредоточено в Трансильвании.

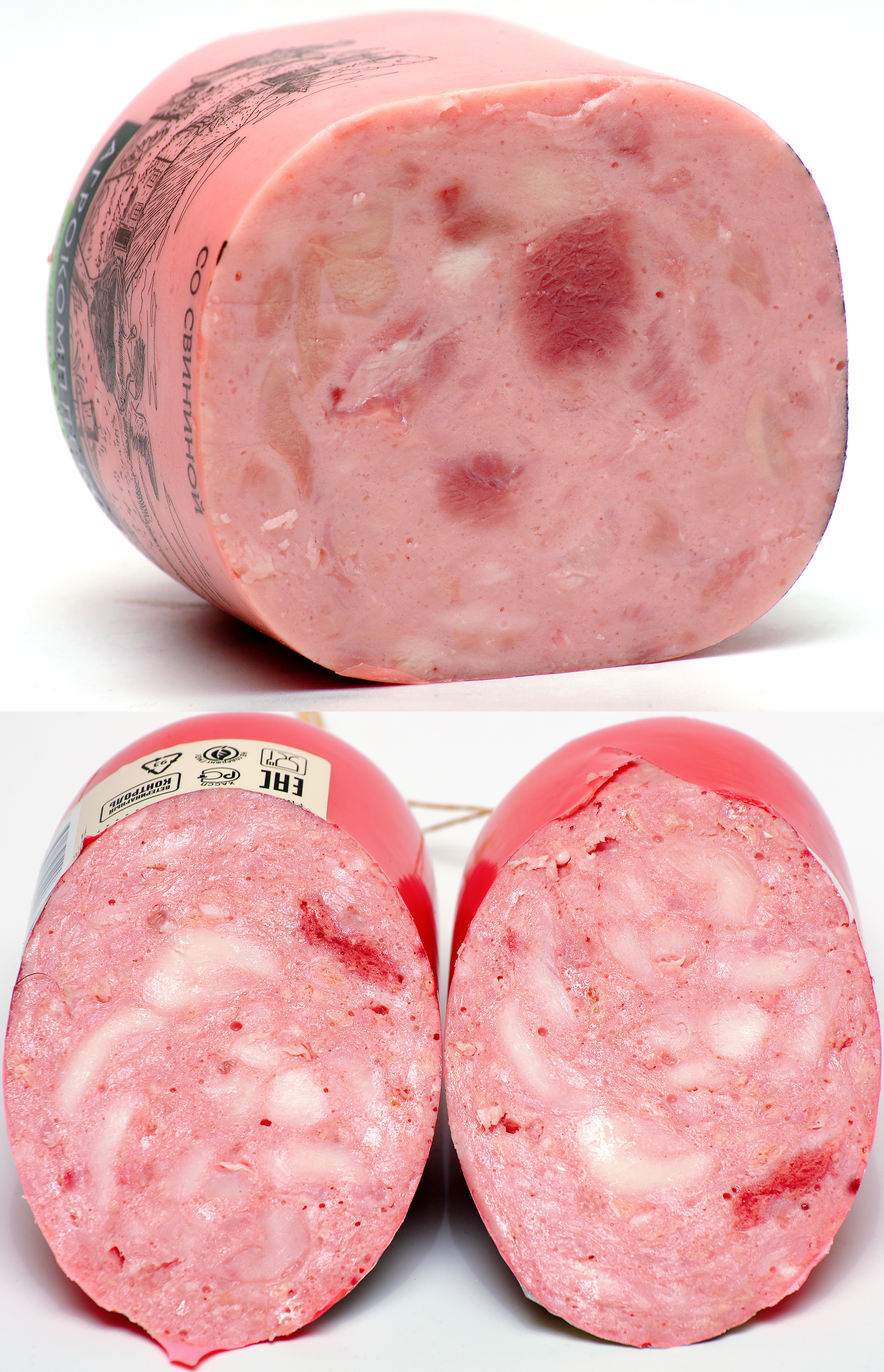
Ветчина мелкокусковая формовочная: свиная (сверху) и куриная (снизу)

### СССРиРоссия
Промышленно производилось много сортов ветчины. Помимо СССР, в Российской Империи ветчинные деликатесы также имели свои оригинальные рецепты приготовления. Примером рецептов начала прошлого века этого продукта может служить книга «Колбасное производство», изданная в Санкт-Петербурге в 1901 году под редакцией М. А. Игнатьева и Л. Н. Симонова. Её автор П. А. Фёдоров указывал, что в качестве основы продукта используются несколько видов мяса, в частности, медвежье: «Медвежий окорок принадлежит к числу гастрономических закусок и предпочитается любителями свиному окороку».

### США
Производство ветчины в США по большей части унаследовано от традиций приготовления ветчины и свинины в XVII веке в Англии и в XVIII веке во Франции. Также в начале XX века фермеры Южных Аппалачей каждую осень спускали своих свиней на продажу на равнины, откармливая их каштанами и плодокормом (англ. Mast), как поступали их шотландские предки на протяжении столетий. Археологические раскопки в районе Джеймстауна доказали, что первые поселенцы этого региона (по большей части выходцы из Уэст-Мидлендса) строили свинарники для поросят, привезённых с собой. Забивали их в середине ноября. До сих пор в этом районе США на рождественском праздничном столе часто можно увидеть поросёнка, а не индейку, как по всей стране.
Смитфилдская ветчина — деревенская ветчина, производящаяся только в окрестностях города Смитфилд, штат Виргиния. Отличается высоким содержанием соли в готовом продукте. Технологический процесс занимает довольно много времени; за это время продукту позволяют покрыться слоем плесени. Позже этот налёт снимают, но оригинальный вкус остаётся.
Менее известны схожие сорта «теннессийской» и «аппалачской» ветчин, приготовляемых в соответствующих регионах. В готовый продукт добавляют мёд и гикори.
Министерство сельского хозяйства США разделяет ветчину по следующим категориям:
- «Ветчина» (ham) — производится из задней ноги свиньи, содержит не менее 20,5 % белка, вода не добавляется. Под это определение попадает и ветчина из индейки, при условии, что она сделана из бедра птицы.
- «Ветчина в собственном соку» (ham with natural juices) — 18,5—20,5 % белка.
- «Ветчина с добавлением воды» (ham—water added) — 17—18,5 % белка, не более 10 % добавленной воды.
- «Водная ветчина» (ham and water product) — более 10 % добавленной воды (точное количество добавок должно быть указано на упаковке).

Разрезанная ветчина или ветчина в форме должны иметь соответствующие этикетки на упаковке.
Почти во все сорта американской ветчины щедро добавляется сахар. Указывать на упаковке «ветчина с мёдом» (honey-cured ham) допускается только тогда, когда мёд составляет не менее 50 % от всех используемых подсластителей.
Ветчина из индейки пользуется популярностью в США из-за низкого содержания жира.

### Филиппины
В этой стране принято вымачивать ветчину в сладком бульоне, удаляя соль. Значительную часть заводов по производству ветчины в этом государстве финансирует компания JBS USA. Вообще филиппинцы любят скорее сладкую ветчину, чем солёную.

### Франция
Самая известная ветчина — байоннская (фр. Jambon de Bayonne). Окорок солят всухую каменной солью, после чего сушат на открытом воздухе до 7 месяцев. Название её происходит от имени города Байонны на юго-западе страны.

## Консервированная ветчина
Ветчину упаковывают в жестяную банку и добавляют студнеобразное желе (желатин). Произведённые консервы допускается хранить при комнатной температуре. Первым технологию консервирования ветчины освоил американец Джордж Хормель, который основал фирму по производству готовых мясных продуктов Hormel Foods в 1926 году. С маркой ветчины SPAM, появившейся на рынке в 1936 году, этой компании связано возникновение термина спам (spam) — несанкционированной массовой рассылки рекламного характера. Существует несколько вариантов толкования этой аббревиатуры (Shoulder of Pork and hAM — «свиные лопатки и окорока», a по другим данным, от SPiced hAM— «ветчина со специями»).

## Ветчина и рак
В ноябре 2007 года Всемирный фонд исследования рака и Американский институт исследования рака опубликовали свой доклад, озаглавленный «Пища, питание, физическая активность и профилактика рака: перспективы будущего». Согласно их исследованиям (5 лет, 7 тысяч исследуемых), регулярное употребление в пищу ветчины, салями, хот-догов, сосисок и вообще любого копчёного или консервированного мяса повышает риск заболевания раком на 21 % на каждые 50 г в неделю сверх рекомендованной дозы (500 г в неделю). Европейское когортное исследование 2013 года также показало прямую и явную связь между потреблением переработанного мяса и более высокой смертностью от всех причин, с оценкой, что 3,3 % смертей среди участников можно было бы предотвратить, потребляя в среднем менее 20 граммов (эквивалентно 0,71 унции) переработанного мяса в сутки на протяжении всего исследования.

## Ветчина в культуре

### Фильмы
- «Ветчина, ветчина», Испания, 1992.

### Живопись

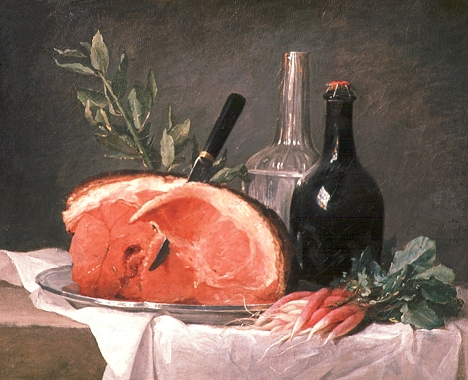
«Натюрморт с ветчиной» Анны Валлайе-Костер, 1767 год

- «Натюрморт с ветчиной» (Анна Валье-Костер, 1767).
- «Натюрморт с хлебом и ветчиной» (Карло Маджини, конец XVIII века).
- «Харчевня (Ветчина)» (Пабло Пикассо, 1912).